# 日本臨床腫瘍学会
公益社団法人日本臨床腫瘍学会（にほんりんしょうしゅようがっかい、英語：Japanese Society of Medical Oncology (JSMO)）は、がんの医療に関する国内外の情報の調査研究、普及啓発を行い、がんに対する診療技術の向上を促進・振興するとともに、関連団体との連絡、提携を図る事業を行うことを目的とした学術団体である。会員数は2014年11月時点で約8,900人。
2002年に任意団体として設立。特定非営利活動法人を経て、2015年に公益社団法人として内閣府に認定された。

## 事業の種類
公益社団法人（旧NPO法人）である日本臨床腫瘍学会の事業は大きく分けて次の6つである。
1. がんの医療に関する発表集会、シンポジウム、講演会等の事業
2. がんの医療に関する情報収集と情報提供の事業
3. がんの医療について活動する国内外の団体との連絡と提携事業
4. 国内外のがんの医療に関する研究を援助し、推進する事業
5. がんの薬物治療の専門家（がん薬物療法専門医）の養成に関する事業
6. がんの薬物治療の専門家（がん薬物療法専門医）の認定基準の策定、公表、認定に関する事業

## 学術集会・セミナーなど
学術集会年1回開催。
教育セミナー年2回開催。Aセッション（2日間開催。7～8月頃）とBセッション（1日間開催。3月頃）がある。
Best of ASCO in Japan（日本臨床腫瘍学会・米国臨床腫瘍学会ジョイント教育コース）年1回開催。米国臨床腫瘍学会（ASCO）年次総会での重要なトピックスを取り上げる。

## 年会費
- 正会員   - 12,000円（2015年6月より）
- 学生会員 - 2,000円

## 専門医制度
- がん薬物療法専門医（日本臨床腫瘍学会認定専門医）
- 日本臨床腫瘍学会暫定指導医（平成26年3月末で資格を喪失。専門医、指導医へは移行しない。）

## 関連事項
- 悪性腫瘍／腫瘍／癌腫／肉腫／良性腫瘍／発癌性
- 医学／歯学／薬学／看護学
- 腫瘍学
- ターミナルケア／緩和医療
- 医師／歯科医師／薬剤師／獣医師／看護師／臨床検査技師／診療検査技師／臨床工学技士／歯科衛生士／臨床検査技師
- がん治療認定医／がん薬物療法専門医／がん専門薬剤師／認定看護師
- 日本癌学会（JCA）／日本癌治療学会（JSCO）／日本緩和医療学会（JSPM）／日本臨床腫瘍研究グループ（JCOG）
- 学会の一覧／研究会